# K2-116
K2-116, EPIC 206119924 — одиночная звезда в созвездии Водолея на расстоянии приблизительно 162 световых лет (около 49,9 парсек) от Солнца. Видимая звёздная величина звезды — +10,758m.
Вокруг звезды обращается, как минимум, одна планета.

## Характеристики
K2-116 — оранжевый карлик спектрального класса K7V. Масса — около 0,695 солнечной, радиус — около 0,789 солнечного, светимость — около 0,179 солнечной. Эффективная температура — около 4462 К.

## Планетная система
В 2017 году командой астрономов, работающих с фотометрическими данными в рамках проекта Kepler K2, было объявлено об открытии планеты K2-116 b.
В 2019 году учёными, анализирующими данные проектов HIPPARCOS и Gaia, у звезды обнаружена планета HIP 110620 c.